# Scharsterrijnbrug
De Scharsterrijnbrug (Fries: Skarster Rienbrêge) is een basculebrug in Friesland in de A6 tussen Joure en Lemmer ter hoogte van Scharsterbrug over de Scharsterrijn.
Het vaste gedeelte van deze brug over de Scharsterrijn heeft een doorvaarthoogte van 3,50 meter. Het openen van de brug leidt, meestal in de zomermaanden, tot files voor het wegverkeer. De brug wordt mogelijk vervangen door een aquaduct.
Op 12 oktober 2010 ontstond er een file van 3 kilometer door een storing aan de brug. Er was een storing ontstaan in de elektrische aansturing waardoor de brug niet meer te bedienen was. Na de reparatie kon de brug om 14:15 uur in gebruik worden genomen.